# Голубєв Михайло Володимирович
Миха́йло Володи́мирович Го́лубєв (* 30 травня 1970, Одеса, УРСР) — український шахіст, гросмейстер (1996), чемпіон України з шахів (1996), нині шаховий журналіст, коментатор, блогер, шаховий наставник і громадський діяч.
Взимку 2013—2014 — учасник оргкомітету Євромайдану Одеси.
Його рейтинг станом на вересень 2019 року — 2461 (1205-те місце у світі, 64-те — в Україні).

## Біографічна довідка
Від народження живе переважно в Одесі. Вихованець місцевої шахової школи, грає в шахи з 6-ти років, спочатку то були місцеві змагання, юніорські турніри (Одеса, Сміла, Ялта) й заочні шахи (за листуванням). Перших суттєвих успіхів досяг у підлітковому віці: 1984 року срібний призер юніорської (до 17 років) першості УРСР, наступного року — серед десяти найкращих юніорів Радянського Союзу (Чемпіонат СРСР для шахістів до 18).
Десятиліття по тому, 1996 року в Ялті проходив 5-й шаховий чемпіонат незалежної України (65-й за нумерацією вживаною з радянської епохи). В турнірі розіграному за швейцарською системою узяли участь 100 шахістів, серед яких двоє набрали 8½ з 11 очок: Валерій Невєров і Михайло Голубєв. Останній здобув чемпіонство за додатковими показниками.
У тому ж 1996 році Михайло Володимирович зіграв матч із 13-річним Русланом Пономарьовим, наймолодшим у світі гросмейстером, майбутнім Чемпіоном України і світу. Досвідчений одесит переміг 3½ — 2½. Пізніше був асистентом Пономарьова в багатьох турнірах. Як гравець активний у 1990-ті—2000-ні роки. Легіонер у складі бельгійських, німецьких, люксембурзьких та румунських шахових клубів.
Володіючи англійською працює в міжнародній шаховій журналістиці. Видавництво Gambit Publications опублікувало чотири дебютні посібники Михайла Володимировича. Один з перших у пострадянському просторі інтернет-журналістів у шаховій тематиці. Відомий під власним іменем та ніком MGMG.
Регулярні виступи в міжнародних турнірах припиняє в 2009—2010. Періодично грає показові партії, виступає в турнірах зі швидких та блискавичних шахів. Згадується серед тренерів юніорів бельгійського клубу KSK 47 Eynatten. Працює з одеською шаховою школою Школа Чемпіонів.

### Громадська діяльність, журналістика, блогерство
Одесит Михайло Голубєв називає себе лояльним громадянином України. І дійсно багато працює для утвердження й розвитку країни і українських шахів зокрема.

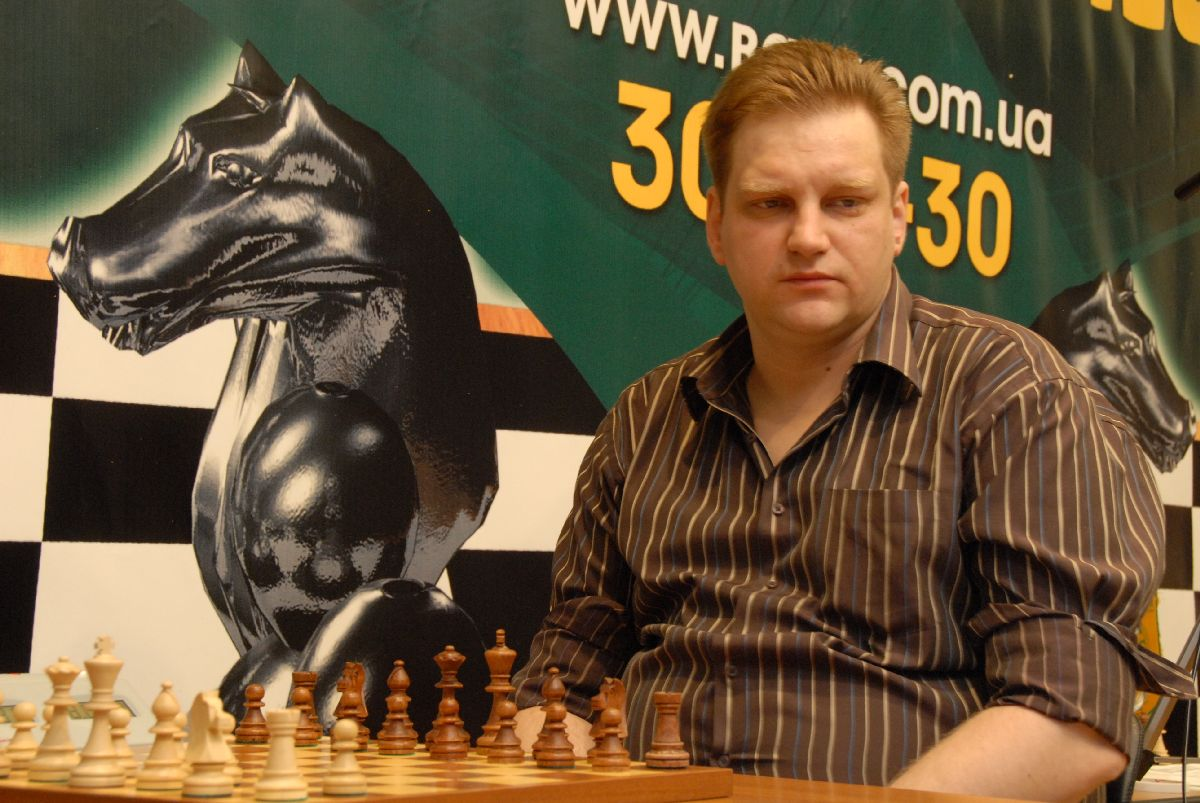
2008, Одеса

Функціонер ФШУ (комітет роботи зі ЗМІ до січня 2020), представник України в міжнародній Асоціації шахових професіоналів.
В другій половині 1990-х захоплюється інтернет-активізмом та журналістикою:
- редактор сайту Ukrainian Chess Online (1998—2003)
- кореспондент KasparovChess у 2000
- журналіст на сайті ChessToday.net з вересня 2001
- шаховий оглядач спортивної газети Команда (2003—2011)
- з 2008 року дописує в блог livejournal
- журналіст Chess-News.ru (2011—2012 та знову з червня 2014)
- журналіст ChessPro.ru (у 2004—2011; 2012—2013)
- з листопада 2012 тележурналіст програми Школа Чемпіонів на одеському телебаченні.

Найвідоміші епізоди журналістської та блогерської діяльності Голубєва пов'язані з розвінчуванням відомого афериста Слюсарчука. Йому приписують новотвір слюсаргейт, що позначив цей скандал. Також був учасником розслідування на шахових сайтах і форумах (Chesspro.ru, Crestbook.com, Chessglum.com, Ukraine-chess.go-forum.net), яке викрило слюсарчукові трюки в грі проти Рибки, згодом виявило підробку документів про освіту, розкрило деякі інші фокуси афериста; коментував ситуацію для ряду вітчизняних та світових медіа-ресурсів. Принаймні з 2017 він приділяв увагу розслідуванню діяльності шахістів та тренерів Шкуро та Кобилянського, які штучно завищували свої рейтинги, в різний час входячи в 10-ку найкращих шахістів світу (в рапіді), та щодо яких 31 січня 2020 ФІДЕ почало розслідування.
Як коментатор Михайло Голубєв працював на багатьох турнірах, зокрема, був офіційним коментатором усіх трьох супертурнірів Aerosvit (2006—2008) у Форосі та ювілейного 80-го чемпіонату України, на якому святкував перемогу Руслан Пономарьов.
Співавтор програми Школа Чемпіонів на телеканалі одеської ТРК Круг.
Активний учасник Євромайдану в Одесі. Зокрема, організатор і учасник шахових матчів «Хід в Європу» на підтримку мирних протестів та єдності України між відомими шахістами Києва, Одеси та Львова. Станом на 2017 рік згадується як партієць Народного руху України.

### Спортивні досягнення
Міжнародний майстер з 1992, гросмейстер з 1996 року.
Найвищі рейтингові позиції займав у 1994—1995: наближався до першої сотні шахістів світу (110—115 рядки), був 10 та 12-м з найсильніших представників України (офіційний рейтинг 2570 на січень 1995, в той же час chessmetrics.com обраховує гру на рівні 2598). Найліпшим досягненням у кар'єрі Голубєва вважається турнір у Карвіні (1992): набрав 8 з 9-ти очок без поразок і з серією в сім перемог.
Як найкраща шахова партія в кар'єрі відзначена перемога над Р. Мантовані [Архівовано 27 вересня 2013 у Wayback Machine.] у сьомому турі турніру в швейцарському місті Біль (1992).
До індивідуальних досягнень Голубєва слід віднести перші місця в турнірах: Карвіна (1992), Вайльбург (1—4 місце, 1995), Дайцизау (нім. Deizisau, 1—2 місце, 1997), Хемніц (1-2, 1998), двічі розділив перше місце на відкритих Чемпіонатах Швейцарії (1999 — перший за додатковими показниками; 2001), Бухарест і Бетюн (2002), Швебіш-Ґмінд (1—4, 2004), двічі в Одесі (1—5 у 2006 та одноосібно в чемпіонаті одеської області 2008).
В турнірі Меморіал Михайла Підгайця, Одеса, 2010 зайняв третє місце (за додатковими показниками, набравши рівну кількість очок з лідерами змагання).
Виступав за юнацьку (до 18) збірну УРСР на союзній першості, за збірну Одеського військового округу на змаганнях військовослужбовців. Грав у клубних чемпіонатах України, Бельгії, Люксембургу, Румунії та Німеччини. В складі бельгійської команди KSK 47 Eynatten (на другій дошці) учасник Європейської клубної першості в Ізмірі. П'ять разів ставав клубним чемпіоном Бельгії: в складі команди Schachklub Rochade (1994—1998) та двічі (2003, 2004) у складі KSK 47 Eynatten.
На лютий 2016 року має рейтинг 2494. Крім звичайних шахів грає у швидкі та блискавичні, має в них дещо нижчі показники.
В травні 2017 року виступив гравцем і керівником одеської команди «Папашон», що здобула золото в бліці на Чемпіонаті України серед клубних команд в Чорноморську.

## Турнірні результати

### Результати виступів у чемпіонатах України
Михайло Голубєв зіграв у чотирьох фінальних турнірах чемпіонатів України, набравши загалом 28 очок із 43 можливих.
| Рік  | Місто        | Турнір                 | + | − | = | Результат | Місце  |
| ---- | ------------ | ---------------------- | - | - | - | --------- | ------ |
| 1992 | Сімферополь  | 61-й чемпіонат України | 4 | 1 | 9 | 8½ з 14   | Bronze |
| 1996 | Ялта         | 65-й чемпіонат України | 6 | 0 | 5 | 8½ з 11   | Gold   |
| 1997 | Алушта       | 66-й чемпіонат України |   |   |   | 6 з 9     | 6 — 12 |
| 2001 | Орджонікідзе | 70-й чемпіонат України | 4 | 3 | 2 | 5 з 9     | 9 — 13 |

## Публікації (англійською)
- Golubev, Mikhail (1999). Easy Guide to the Dragon. Everyman Chess. ISBN 978-1857442755 (144 сторінки, книга в крамниці amazon.com [Архівовано 2 березня 2022 у Wayback Machine.]).
- Golubev, Mikhail (2001). The Sicilian Sozin. Gambit Publications. ISBN 978-1901983388 (272 сторінки, книга в крамниці amazon.com [Архівовано 1 березня 2022 у Wayback Machine.]).
- Golubev, Mikhail (2006). Understanding the King's Indian. Gambit Publications. ISBN 1-904600-31-X (207 сторінок, книга в крамниці amazon.com).
- Golubev, Mikhail (2017). Understanding the Sicilian. Gambit Publications. ISBN 978-1911465102 (240 сторінок, книга в крамниці в крамниці amazon.com [Архівовано 3 квітня 2020 у Wayback Machine.]).